# Vespertine Live
Vespertine Live es un álbum especial de la cantante y compositora islandesa Björk que salió al mercado el 3 de junio de 2004 a través de la discográfica One Little Indian.
Vespertine Live está integrado por 16 canciones en vivo que forman parte de su cuarto álbum Vespertine de 2001. Este lanzamiento viene acompañado de un folleto de 32 páginas en color y también puede encontrarse en Live Box junto a los otros discos en vivo de sus trabajos de estudio: Debut, Post y Homogenic que, como Vespertine Live, a su vez salieron por separado para la misma fecha: Debut Live, Post Live y Homogenic Live.
Todas las canciones son grabaciones en vivo correspondientes al Vespertine World Tour, una gira que comenzó en agosto hasta diciembre de 2001.

## Lista de canciones
| Vespertine Live |                       |          |  |
| N.º             | Título                | Duración |  |
| 1.              | «Frosti»              | 1:23     |  |
| 2.              | «Overture»            | 3:36     |  |
| 3.              | «All Is Full of Love» | 4:04     |  |
| 4.              | «Cocoon»              | 4:31     |  |
| 5.              | «Aurora»              | 3:44     |  |
| 6.              | «Undo»                | 5:48     |  |
| 7.              | «Unravel»             | 3:38     |  |
| 8.              | «I've Seen It All»    | 5:17     |  |
| 9.              | «An Echo, A Stain»    | 4:35     |  |
| 10.             | «Generous Palmstroke» | 4:08     |  |
| 11.             | «Hidden Place»        | 5:37     |  |
| 12.             | «Pagan Poetry»        | 5:30     |  |
| 13.             | «Harm Of Will»        | 4:31     |  |
| 14.             | «It's Not Up To You»  | 5:24     |  |
| 15.             | «Unison»              | 6:22     |  |
| 16.             | «It's In Our Hands»   | 6:27     |  |

NOTA: 2 y 8, aparecen en Selmasongs la banda sonora de la película Dancer in the Dark; 16 corresponde al sencillo que aparece en Greatest Hits.